# Triopterys jamaicensis
Triopterys jamaicensis är en tvåhjärtbladig växtart som beskrevs av Carl von Linné. Triopterys jamaicensis ingår i släktet Triopterys och familjen Malpighiaceae. Utöver nominatformen finns också underarten T. j. ovata.